# Hemicrepidius raddei
Hemicrepidius raddei là một loài bọ cánh cứng trong họ Elateridae. Loài này được Faust miêu tả khoa học năm 1877.